# Broch von Burroughston

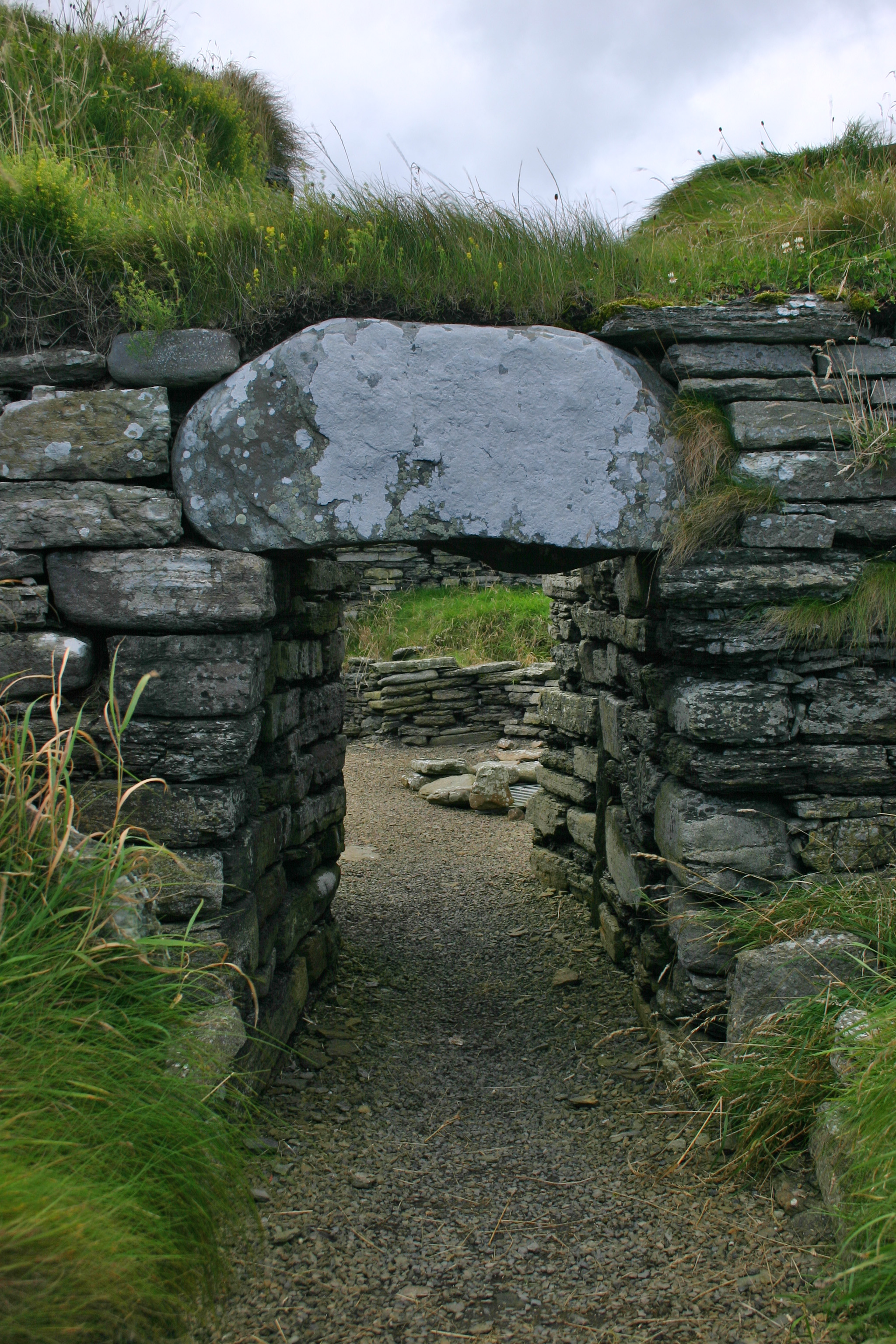
Broch von Burroughston - Zugang

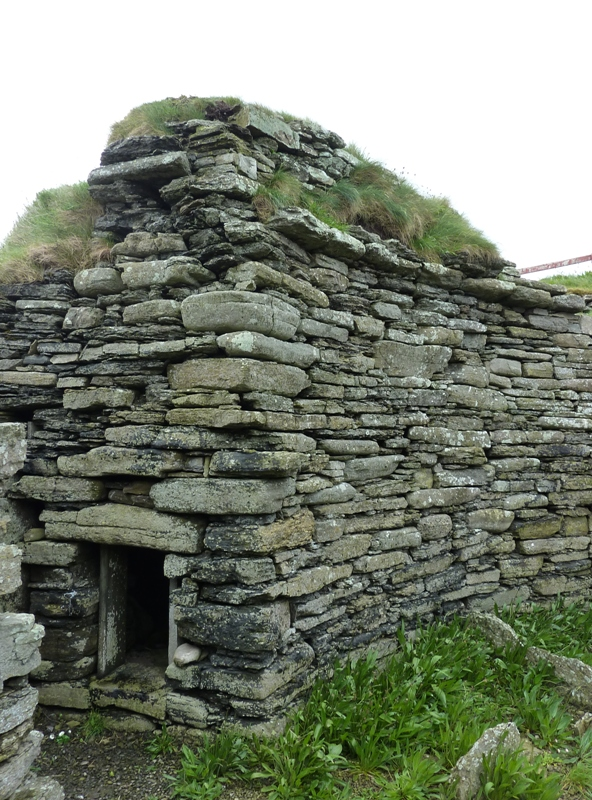
Wächterzelle im Burroughston Broch

Der Broch von Burroughston (auch Hillock of Burroughston genannt) liegt etwa 1,5 km südlich des Ness of Ork, in Quholm, an der nördlichen Spitze von Shapinsay, einer Insel der Orkney in Schottland. Von der Hillock Road, einer schmalen Nebenstraße, führt nördlich von Edmonstone ein Weg nach Osten in Richtung der grasbewachsenen Hügel, die den Broch umgeben.
Der Broch von Burroughston ist eine außergewöhnliche Konstruktion. Er wurde 1861 von George Petrie (1790–1866) und William Sinclair of Dryden ausgegraben, zwei Akteuren, die in der Geschichte der Archäologie der Orkney wiederholt auftreten. Befördert durch die sensationellen Entdeckungen in der Megalithanlage von Maes Howe stellte David Balfour, 4. Laird of Balfour auf Balfour Castle im Jahre 1862 einige Arbeiter zur Verfügung, um den Erdhügel zu öffnen. Das Ergebnis war die Entdeckung eines gut erhaltenen Brochs mit starken Außenmauern. Der Zugang des Brochs ist zum Meer hin gerichtet und ein tiefer Graben zwischen zwei Wällen umgab ihn wahrscheinlich völlig. Zwischen dem Broch und den Wällen wurden Spuren von Bebauung entdeckt. 
Im Durchgang der Außenmauer führt ein niedriger Gang zu einer Wächterzelle innerhalb der Wand, die durch ein Kraggewölbe überdacht wird, das an die fachmännische Arbeit in Mine Howe auf Mainland erinnert.
Anders als beim Broch von Gurness oder dem von Midhowe wurde nur der Innenraum des Brochs ausgegraben. Das erlaubt es heute von der Außenmauer auf die inneren Strukturen herabzusehen. Die Außenmauer erhebt sich teilweise noch bis auf drei Meter Höhe. Wie in solchen Strukturen üblich existiert eine Treppe, die in die Wand eingefügt ist. In die Wand sind etliche kleine Nischen und große Kammern eingebaut.
Innerhalb des Brochs sind Reste von Vorrichtungen und Ausstattungen erhalten, ähnlich denjenigen von Bu oder Gurness. Im Zentrum des Brochs deckt ein moderner Metallgrill ein Loch im Boden ab, wo eine Quelle gewesen sein könnte. Es besteht auch eine gewisse Ähnlichkeit mit dem Stufenabgang, der in Mine Howe in den Untergrund führt.
Im Laufe der folgenden 130 Jahre verfiel der Burroughston Broch und die Wände liefen Gefahr zusammenzubrechen. 1994 wurden die Wände konsolidiert und Schäden beseitigt.
Am Broch kann man Seehunde beobachten.